# Cohors I Ausetanorum
Die Cohors I Ausetanorum (deutsch 1. Kohorte der Ausetaner) war eine römische Auxiliareinheit. Sie ist durch eine Inschrift belegt.

## Namensbestandteile
- Cohors: Die Kohorte war eine Infanterieeinheit der Auxiliartruppen in der römischen Armee.

- I: Die römische Zahl steht für die Ordnungszahl die erste (lateinisch prima). Daher wird der Name dieser Militäreinheit als Cohors prima .. ausgesprochen.

- Ausetanorum: der Ausetaner. Die Soldaten der Kohorte wurden bei Aufstellung der Einheit aus dem Volksstamm der Ausetaner auf dem Gebiet des conventus Tarraconensis (mit der Hauptstadt Tarraco) rekrutiert.[1][2]

Da es keine Hinweise auf die Namenszusätze milliaria (1000 Mann) und equitata (teilberitten) gibt, ist davon auszugehen, dass es sich um eine Cohors quingenaria peditata, eine reine Infanterie-Kohorte, handelt. Die Sollstärke der Einheit lag bei 480 Mann, bestehend aus 6 Centurien mit jeweils 80 Mann.

## Geschichte
Die Einheit ist nur durch eine einzige Inschrift belegt, die in Hispalis, dem heutigen Sevilla, gefunden wurde und die für einen Kommandeur der Einheit errichtet wurde. Da Hispalis vermutlich die Heimatstadt des Kommandeurs war, ist die Zuordnung der Kohorte zu einer Provinz, in der sie möglicherweise stationiert war, nicht möglich.
Laut Margaret M. Roxan wurde die Kohorte wahrscheinlich in der frühen Kaiserzeit, auf jeden Fall vor den flavischen Kaisern (69–96) aufgestellt. Laut John Spaul wurde die Einheit möglicherweise im späten 1. Jahrhundert in eine der Einheiten mit der Bezeichnung Hispanorum eingegliedert.

## Standorte
Standorte der Kohorte sind nicht bekannt.

## Angehörige der Kohorte
Ein Kommandeur der Kohorte, L(ucius) Vibius Tuscus Aurelius Rufinus, ein Präfekt, ist durch die Inschrift belegt.